# بابلو فيريرو
بابلو فيريرو (بالإسبانية: Pablo Ferrero)‏ هو مجدف أرجنتيني، ولد في 6 سبتمبر 1939 في روساريو في الأرجنتين.

## وصلات خارجية
- بابلو فيريرو على موقع الاتحاد الدولي للتجديف (الإنجليزية)
- بابلو فيريرو على موقع أوليمبيديا (الإنجليزية)